# レジナルド・ヒーバー

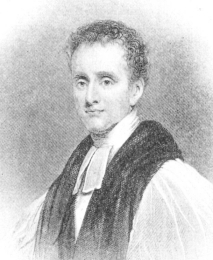
レジナルド・ヒーバー

レジナルド・ヒーバー（Reginald Heber、1783年4月21日 - 1826年4月3日）は聖公会（英国国教会）の主教、賛美歌作家である。アイザック・ウォッツ、チャールズ・ウェスレー、ジェームズ・モントゴメリ、ホレイシャス・ボナーと共にイギリスの五大賛美歌作家と言われる。

## 生涯
1783年、英国のモルパスで生まれた。オックスフォード大学で学び、卒業後に、ホドネットの教会の司祭に任命された。牧会の傍ら作詞の才能を磨いた。ホドネット在任中に「聖なる、聖なる、聖なるかな」を作詞した。その後、インドのカルカッタの主教に任命され、三年間激務に励んで、1826年に42歳で急死した。死後、未亡人によって、讃美歌集が出版された。